# Robert Caesar Childers
Pour les articles homonymes, voir Childers.
Robert Caesar Childers, né en 1838 à Nice (alors province de Nice du royaume de Sardaigne) et mort le 25 juillet 1876 à Londres, est un orientaliste britannique, rédacteur du premier dictionnaire pâli-anglais. Il est le père du militaire britannique et nationaliste irlandais Robert Erskine Childers et le grand-père du quatrième président d'Irlande, Erskine Hamilton Childers.

## Biographie
Childers est né à Nice de parents anglais. À partir de 1860-1864, il fut fonctionnaire du Ceylon Civil Service. C'est à cette époque qu'il étudia la culture cingalaise, en particulier la langue pâli. En 1869, il publia le premier texte pâli en Grande-Bretagne et commença à travailler sur un dictionnaire pâli qui fut publié entre 1872 et 1875.
En 1872, il fut nommé sous-bibliothécaire à l'India Office, et il devint les années suivantes le premier professeur de pâli et de littérature bouddhiste de l'University College de Londres.
Le dictionnaire de Childers fut récompensé en 1876 par le Prix Volney, décerné par l'Institut de France.